# 矢島栄助

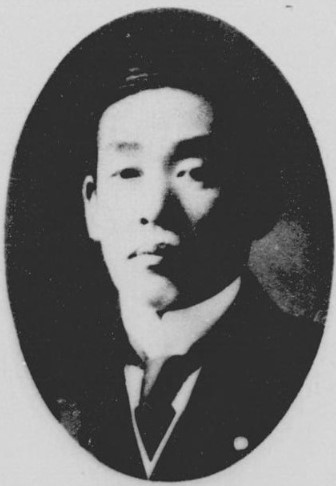
矢島栄助

矢島 栄助（やじま えいすけ、1869年3月30日（明治2年2月18日） - 1947年（昭和22年）9月16日）は、明治から昭和時代前期の政治家・実業家。貴族院多額納税者議員。幼名は富吉。

## 経歴
先代矢島栄助（1836-1905）の長男としてのちの山梨県甲府市緑町に生まれ、1899年（明治32年）7月に家督を相続する。1905年（明治38年）襲名する。東京共立学校を経て、東京専門学校を卒業する。1905年（明治38年）10月、甲府市会議員に当選したのを皮切りに、同市参事会員、同市会議長を歴任する。1911年（明治44年）山梨県多額納税者として貴族院議員に互選され、同年9月29日から1915年（大正4年）1月14日まで在任した。1922年（大正11年）甲府商業会議所会頭に就任した。
ほか、甲府商業会議所常議員、同会頭、山梨新聞取締役、第十銀行頭取、甲府瓦斯、矢島製糸各社長などを歴任した。